# Odolov
Odolov je malá vesnice, část obce Malé Svatoňovice v okrese Trutnov. Nachází se asi 3 km na východ od Malých Svatoňovic. Ves leží v sedle Jestřebích hor mezi Kraví horou a Strážnicí. V roce 2001 zde trvale žilo 42 obyvatel.
Odolov je také název katastrálního území o rozloze 0,95 km².

## Název
Název vesnice Odolov (lidově Vodolov) je odvozen z osobního jména Odol. V historických pramenech se jméno objevuje ve tvarech: Wodolow (1790) a Wodolau nebo Wodolow (1836).

## Historie
V letech 1938 až 1945 byl Odolov přičleněn (v důsledku uzavření Mnichovské dohody) k nacistickému Německu.
U vesnice se těžilo černé uhlí. V katastrálním území Odolov se nachází četná důlní díla (štola Ignác, Odolovská jáma, šachta Ignác, jáma u Křechů), která jsou již opuštěná a prozrazují je pouze malé zalesněné haldy. V bývalém areálu Dolu Zdeněk Nejedlý III je dnes Věznice Odolov.
Okolo Odolova vede linie pěchotních srubů československého opevnění zbudovaných před druhou světovou válkou. Přímo v katastrálním území Odolova jsou na Kraví hoře pěchotní sruby T-S 27 a T-S 28. Odolov je výchozím místem k pěchotnímu srubu T-S 26, ve kterém je umístěna expozice věnovaná vojenské historii z období konce třicátých let 20. století. Expozici spravuje KVH Odolov. Ve vsi je památník Osvobození.

## Doprava
Vsí prochází cesta Osvobození a Panská cesta. Křižují se zde cyklotrasy 4091 a 4094. O víkendech v letní sezóně jezdí do Odolova cyklobus z Náchoda.